# Pavia Volley 2014-2015
Questa voce raccoglie le informazioni riguardanti il Pavia Volley nelle competizioni ufficiali della stagione 2014-2015.

## Stagione
La stagione 2014-15 è per il Pavia Volley, sponsorizzato dalla Riso Scotti, la prima in Serie A2: la neonata società eredita dalla Pallavolo Villanterio, dopo la sua chiusura, il titolo sportivo per partecipare al campionato cadetto ma anche l'allenatore, Rosario Braia, e diverse giocatrici della rosa come Celeste e Ginevra Poma, Valentina Civardi e Marianna Di Bonifacio; tra i nuovi acquisti si segnalano quelli di Fernanda Ferreira, Laura Garavaglia, Flávia de Assis, Michela Catena, Flavia Assirelli, Asia Cogliandro e Natalia Brussa, quest'ultima arrivata a stagione in corso.
Il campionato si apre con la sconfitta ad opera della Polisportiva Filottrano Pallavolo: a questa seguono due vittorie prima di altre tre sconfitte consecutive; nella parte finale del girone di andata la squadra di Pavia alterna vittorie a sconfitte che le permettono di arrivare all'ottavo posto in classifica, qualificandosi per la Coppa Italia di Serie A2. Nelle prime quattro giornate del girone di ritorno le lombarde vincono tre gare, prima di incappare in una serie di sei stop di fila: le ultime due giornate della regular season terminano con una vittoria e una sconfitta che le portano alla conferma dell'ottavo posto in classifica, non utile per qualificarsi ai play-off promozione.
Grazie all'ottavo posto in classifica al termine del girone di andata della Serie A1 2013-14 il Pavia Volley partecipa alla Coppa Italia di Serie A2: dopo aver vinto la gara di andata per 3-2 perde quella di ritorno per 3-1 contro il Neruda Volley, venendo eliminata per un peggior quoziente set.

## Organigramma societario
Area direttiva
- Presidente: Francesco Carta
- Consigliere: Federica Russo, Luca Trivi

Area direttiva
- Direttore sportivo: Pasquale D'Amore
- Financial manager: Giorgio Cordiero
- Segreteria generale: Annalisa Sozzani

Area tecnica
- Allenatore: Rosario Braia
- Allenatore in seconda: Guido Marangi
- Assistente allenatore: Marco D'Alessio, Donato Maggipinto
- Scoutman: Gianpietro Capoferri

Area comunicazione
- Ufficio stampa: Stefano Leva
- Webmaster: Thor srl
- Responsabile rapporti con la federazione: Paolo Chiodi

Area marketing
- Responsabile commerciale: Erika Macrì

Area sanitaria
- Medico: Mabel Zicchetti
- Preparatore atletico: Corrado Maio
- Fisioterapista: Federico D'Agostin

## Rosa
| N° | Nome                  | Ruolo | Data di nascita   | Nazionalità sportiva |
| -- | --------------------- | ----- | ----------------- | -------------------- |
| 1  | Flávia de Assis       | C     | 7 settembre 1979  | Brasile              |
| 7  | Natalia Brussa        | S/O   | 13 febbraio 1985  | Italia               |
| 3  | Fernanda Ferreira     | P     | 10 gennaio 1980   | Brasile              |
| 4  | Cecilia Nicolini      | P     | 10 giugno 1994    | Italia               |
| 7  | Laura Garavaglia      | S/O   | 28 dicembre 1989  | Italia               |
| 8  | Celeste Poma          | L     | 10 novembre 1991  | Italia               |
| 9  | Federica Bianchi      | C     | 28 agosto 1993    | Italia               |
| 10 | Michela Catena        | S     | 11 settembre 1991 | Italia               |
| 11 | Marianna Di Bonifacio | S/O   | 11 febbraio 1994  | Italia               |
| 12 | Ginevra Poma          | S     | 6 novembre 1995   | Italia               |
| 13 | Flavia Assirelli      | C     | 26 ottobre 1990   | Italia               |
| 14 | Valentina Civardi     | P     | 14 gennaio 1988   | Italia               |
| 15 | Elena Cappelli        | S     | 23 maggio 1996    | Italia               |
| 16 | Asia Cogliandro       | C     | 12 gennaio 1996   | Italia               |
| 17 | Vittoria Prandi       | P     | 4 novembre 1994   | Italia               |

## Mercato
| Acquisti | Acquisti              | Acquisti       | Acquisti   |
| R.       | Nome                  | da             | Modalità   |
| -------- | --------------------- | -------------- | ---------- |
| C        | Flavia Assirelli      | Cadelbosco     | definitivo |
| C        | Federica Bianchi      | Virtus Binasco | definitivo |
| S/O      | Natalia Brussa        | River          | definitivo |
| S        | Elena Cappelli        | Club Italia    | definitivo |
| S        | Michela Catena        | Cadelbosco     | definitivo |
| S        | Valentina Civardi     | Villanterio    | definitivo |
| C        | Asia Cogliandro       | Asti           | definitivo |
| C        | Flávia de Assis       | São Caetano    | definitivo |
| S        | Marianna Di Bonifacio | Villanterio    | definitivo |
| P        | Fernanda Ferreira     | Barueri        | definitivo |
| S/O      | Laura Garavaglia      | Pro Victoria   | definitivo |
| P        | Cecilia Nicolini      | Villanterio    | definitivo |
| L        | Celeste Poma          | Villanterio    | definitivo |
| L        | Ginevra Poma          | Villanterio    | definitivo |
| P        | Vittoria Prandi       | Club Italia    | definitivo |

| Cessioni | Cessioni         | Cessioni | Cessioni   |
| R.       | Nome             | a        | Modalità   |
| -------- | ---------------- | -------- | ---------- |
| P        | Cecilia Nicolini | Properzi | definitivo |

## Risultati

### Serie A2

#### Girone di andata
| 1ª giornata - 2 novembre 2014 PalaBandinelli, Osimo          | Filottrano   | 3 - 2 | Pavia                  | 14-25, 16-25, 25-19, 25-16, 15-13 |
| 2ª giornata - 9 novembre 2014 PalaRavizza, Pavia             | Pavia        | 3 - 1 | Libertas Aversa        | 25-27, 25-15, 25-19, 25-19        |
| 3ª giornata - 15 novembre 2014 PalaRavizza, Pavia            | Pavia        | 3 - 1 | Hermaea                | 25-18, 14-25, 25-21, 25-19        |
| 5ª giornata - 30 novembre 2014 PalaRavizza, Pavia            | Pavia        | 1 - 3 | Soverato               | 20-25, 25-20, 20-25, 22-25        |
| 6ª giornata - 6 dicembre 2014 Centro Pavesi, Milano          | Club Italia  | 3 - 2 | Pavia                  | 25-17, 25-21, 17-25, 17-25, 15-10 |
| 7ª giornata - 10 dicembre 2014 PalaRavizza, Pavia            | Pavia        | 0 - 3 | Trentino Rosa          | 23-25, 21-25, 18-25               |
| 8ª giornata - 13 dicembre 2014 PalaFranzanti, Piacenza       | Piacentina   | 1 - 3 | Pavia                  | 25-22, 22-25, 22-25, 21-25        |
| 9ª giornata - 21 dicembre 2014 PalaRavizza, Pavia            | Pavia        | 3 - 2 | Beng Rovigo            | 25-14, 25-18, 23-25, 15-25, 15-13 |
| 10ª giornata - 26 dicembre 2014 PalaResia, Bolzano           | Neruda       | 3 - 0 | Pavia                  | 25-19, 25-20, 25-12               |
| 11ª giornata - 4 gennaio 2015 PalaRavizza, Pavia             | Pavia        | 3 - 1 | VolAlto Caserta        | 22-25, 25-19, 26-24, 25-12        |
| 12ª giornata - 11 gennaio 2015 Palazzetto dello Sport, Monza | Pro Victoria | 3 - 1 | Pavia                  | 26-24, 20-25, 25-17, 25-23        |
| 13ª giornata - 18 gennaio 2015 PalaRavizza, Pavia            | Pavia        | 3 - 2 | Obiettivo Risarcimento |                                   |

#### Girone di ritorno
| 14ª giornata - 25 gennaio 2015 PalaRavizza, Pavia                 | Pavia                  | 3 - 0 | Filottrano   | 25-16, 25-18, 25-21               |
| 15ª giornata - 1º febbraio 2015 PalaJacazzi, Aversa               | Libertas Aversa        | 3 - 0 | Pavia        | 25-22, 25-22, 25-19               |
| 16ª giornata - 8 febbraio 2015 Geopalace, Olbia                   | Hermaea                | 0 - 3 | Pavia        | 16-25, 23-25, 19-25               |
| 18ª giornata - 22 febbraio 2015 PalaScoppa, Soverato              | Soverato               | 1 - 3 | Pavia        | 22-25, 18-25, 25-19, 22-25        |
| 19ª giornata - 8 marzo 2015 PalaRavizza, Pavia                    | Pavia                  | 0 - 3 | Club Italia  | 21-25, 17-25, 20-25               |
| 20ª giornata - 11 marzo 2015 PalaSanbapolis, Trento               | Trentino Rosa          | 3 - 0 | Pavia        | 25-21, 25-19, 25-18               |
| 21ª giornata - 15 marzo 2015 PalaRavizza, Pavia                   | Pavia                  | 2 - 3 | Piacentina   | 19-25, 25-20, 19-25, 25-20, 11-15 |
| 22ª giornata - 22 marzo 2015 Palazzetto dello Sport, Rovigo       | Beng Rovigo            | 3 - 0 | Pavia        | 25-20, 25-23, 28-26               |
| 23ª giornata - 29 marzo 2015 PalaRavizza, Pavia                   | Pavia                  | 1 - 3 | Neruda       | 25-23, 23-25, 22-25, 23-25        |
| 24ª giornata - 4 aprile 2015 Palazzetto dello Sport, Caserta      | VolAlto Caserta        | 3 - 2 | Pavia        | 18-25, 25-23, 25-23, 21-25, 15-12 |
| 25ª giornata - 8 aprile 2015 PalaRavizza, Pavia                   | Pavia                  | 3 - 2 | Pro Victoria | 16-25, 25-22, 25-20, 21-25, 15-11 |
| 26ª giornata - 12 aprile 2015 Palasport Città di Vicenza, Vicenza | Obiettivo Risarcimento | 3 - 0 | Pavia        | 25-16, 32-30, 25-18               |

### Coppa Italia di Serie A2

#### Fase a eliminazione diretta
| Quarti di finale (andata) - 21 gennaio 2015 PalaRavizza, Pavia  | Pavia  | 3 - 2 | Neruda | 25-22, 25-18, 23-25, 20-25, 15-13 |
| Quarti di finale (ritorno) - 27 gennaio 2015 PalaResia, Bolzano | Neruda | 3 - 1 | Pavia  | 25-17, 25-19, 19-25, 25-14        |

## Statistiche

### Statistiche di squadra
| Competizione             | Punti | In casa | In casa | In casa | In trasferta | In trasferta | In trasferta | Totale | Totale | Totale |
| Competizione             | Punti | G       | V       | P       | G            | V            | P            | G      | V      | P      |
| ------------------------ | ----- | ------- | ------- | ------- | ------------ | ------------ | ------------ | ------ | ------ | ------ |
| Serie A2                 | 31    | 12      | 7       | 5       | 12           | 3            | 9            | 24     | 10     | 14     |
| Coppa Italia di Serie A2 | -     | 1       | 1       | 0       | 1            | 0            | 1            | 2      | 1      | 1      |
| Totale                   | -     | 13      | 8       | 5       | 13           | 3            | 10           | 26     | 11     | 15     |

G = partite giocate; V = partite vinte; P = partite perse

### Statistiche dei giocatori
| Giocatore       | Serie A2 | Serie A2 | Serie A2 | Serie A2 | Serie A2 | Coppa Italia di Serie A2 | Coppa Italia di Serie A2 | Coppa Italia di Serie A2 | Coppa Italia di Serie A2 | Coppa Italia di Serie A2 | Totale | Totale | Totale | Totale | Totale |
| Giocatore       | P        | PT       | AV       | MV       | BV       | P                        | PT                       | AV                       | MV                       | BV                       | P      | PT     | AV     | MV     | BV     |
| --------------- | -------- | -------- | -------- | -------- | -------- | ------------------------ | ------------------------ | ------------------------ | ------------------------ | ------------------------ | ------ | ------ | ------ | ------ | ------ |
| F. Assirelli    | 24       | 216      | ?        | ?        | ?        | 2                        | 25                       | 16                       | 7                        | 2                        | 26     | 241    | ?      | ?      | ?      |
| F. Bianchi      | 11       | 20       | ?        | ?        | ?        | 2                        | 1                        | 1                        | 0                        | 0                        | 13     | 21     | ?      | ?      | ?      |
| N. Brussa       | 9        | 135      | ?        | ?        | ?        | -                        | -                        | -                        | -                        | -                        | 9      | 135    | ?      | ?      | ?      |
| E. Cappelli     | 5        | 6        | ?        | ?        | ?        | 2                        | 0                        | 0                        | 0                        | 0                        | 7      | 6      | ?      | ?      | ?      |
| M. Catena       | 24       | 270      | ?        | ?        | ?        | 2                        | 29                       | 23                       | 4                        | 2                        | 26     | 299    | ?      | ?      | ?      |
| V. Civardi      | 8        | 1        | ?        | ?        | ?        | 0                        | 0                        | 0                        | 0                        | 0                        | 8      | 1      | ?      | ?      | ?      |
| A. Cogliandro   | 24       | 229      | ?        | ?        | ?        | 2                        | 28                       | 19                       | 4                        | 5                        | 26     | 257    | ?      | ?      | ?      |
| F. de Assis     | 24       | 296      | ?        | ?        | ?        | 2                        | 28                       | 24                       | 3                        | 1                        | 26     | 324    | ?      | ?      | ?      |
| M. Di Bonifacio | 11       | 17       | ?        | ?        | ?        | 0                        | 0                        | 0                        | 0                        | 0                        | 11     | 17     | ?      | ?      | ?      |
| F. Ferreira     | 24       | 18       | ?        | ?        | ?        | 2                        | 6                        | 4                        | 1                        | 1                        | 26     | 24     | ?      | ?      | ?      |
| L. Garavaglia   | 23       | 196      | ?        | ?        | ?        | 2                        | 25                       | 21                       | 3                        | 1                        | 25     | 221    | ?      | ?      | ?      |
| C. Nicolini     | 5        | 0        | 0        | 0        | 0        | -                        | -                        | -                        | -                        | -                        | 5      | 0      | 0      | 0      | 0      |
| C. Poma         | 19       | -        | -        | -        | -        | 2                        | -                        | -                        | -                        | -                        | 21     | -      | -      | -      | -      |
| G. Poma         | 21       | 2        | ?        | ?        | ?        | 1                        | 1                        | 0                        | 0                        | 1                        | 22     | 3      | ?      | ?      | ?      |
| V. Prandi       | 6        | 0        | 0        | 0        | 0        | 1                        | 0                        | 0                        | 0                        | 0                        | 7      | 0      | 0      | 0      | 0      |

P = presenze; PT = punti totali; AV = attacchi vincenti; MV = muri vincenti; BV = battute vincenti